# Татјана Устинова
Татјана Устинова (рус. Татьяна Витальевна Устинова; Москва, 21. априла 1968) руски је прозни писац, аутор детективских романа, сценариста, преводилац, ТВ водитељ.

## Биографија
Татјана Устинова је рођена 1968. године у селу Кратово, Раменски округ, Московска област. Завршила је енглеску средњу школу, а године 1991. дипломирала је на Факултету аеромеханике и летења Московског института за физику и технологију. 
Поле факултета радила је на телевизији и радију, у Сверуској државној телевизијској и радио-дифузној компанији.
Године 1997. била је уредница програма "Москва-Кремљ" и "Из прве руке" ТВ канала ОРТ. Радила је у емисијама "Човек и закон и здравље". Од 2004. до 2009. године, била је ководитељ Павела Астахова у емисији "Час суђења" на ТВ каналу РЕН, водила је програм "Детектив уживо" на Радију Русија и "Главна тема" на радију Шансона.
Од 1993. до 1996. радила је у прес-служби администрације председника Русије Бориса Јељцина. Године 1998. радила је неко време као ПР менаџер у Руској привредној и индустријској комори. Због смањења броја запослених бива отпуштена и тада почиње њена књижевна каријера.
Године 1999. написала је свој први детективски роман Олуја над морем (друго име је Лични анђео).
Спада у најчитаније ауторе криминиластичког жанра у Русији.
2014-2015. члан је великог жирија националне књижевне награде "Писац године". На каналу ТВ Центар од 2015. године води програм "Мој херој".

## Лични живот
Врло млада удала се за свог дугогодишњег пријатеља Јевгенија Устинова. Пар има двоје деце - Михаила и Тимофеја. Породица тренутно живи у предграђу Жуковског.

## Екранизована дела
Татјана Устинова ради и као сценариста и писац дела која су екранизована.
- Всегда говори «всегда» (сеѕона 1-3; аутор сценарија), 2003-2004
- Параллельно любви, 2004.
- Близкие люди, 2005.
- Седьмое небо, 2005.
- Развод и девичья фамилия, 2005.
- Богиня прайм-тайма, 2005.
- Большое зло и мелкие пакости, 2005.
- Мой личный враг, 2005.
- Миф об идеальном мужчине, 2005.
- Одна тень на двоих, 2005.
- Подруга особого назначения, 2005.
- Дом-фантом в приданое, 2006.
- Запасной инстинкт, 2006.
- Мой генерал, 2006.
- Первое правило королевы, 2006.
- Под Большой Медведицей, 2006.
- Пороки и их поклонники, 2006.
- Саквояж со светлым будущим, 2006.
- Гений пустого места, 2008.
- Пять шагов по облакам, 2008.
- Закон обратного волшебства, 2009.
- Сразу после сотворения мира, 2013.
- На одном дыхании, 2014.
- Хроника гнусных времён, 2014.
- С небес на землю, 2014.
- Неразрезанные страницы, 2015.
- Один день, одна ночь, 2015.
- Ковчег Марка, 2015.
- Чудны дела твои, Господи!, 2015.
- Призрак уездного театра, 2016.
- Отель последней надежды, 2016.
- От первого до последнего слова, 2016.
- Вселенский заговор, 2016.
- Вечное свидание, 2016.
- Колодец забытых желаний, 2016.
- Жизнь по слухам одна, 2017.
- Где-то на краю света, 2017.
- Ждите неожиданного, 2017.

## Награде
Године 2004. Татјана Устинова је освојила награду руске националне телевизије "ТЕФИ" у номинацији "Сценариста телевизијског играног филма/серије“"за сценарио за телевизијску серију Увек реци увек.
Године 2010. награђена је књижевном наградом Електронско писмо у области е-књига у Русији у номинацији "Детектив године" за роман У једном даху!.
Године 2012. награђена је наградом Електронско писмо за 2011. у Русији у номинацији "Најузбудљивија љубавна прича" за роман Неразрезанные страницы.